# Zeus faber
Il pesce San Pietro (Zeus faber Linnaeus, 1758) è un pesce d'acqua salata, esponente della famiglia Zeidae.

## Distribuzione e habitat
Diffuso nelle zone vicino ai fondali (fino a 400 metri) in tutte le acque temperate e tropicali, Mediterraneo e Mar Nero compresi. Nell'Atlantico è presente lungo le acque costiere dalla Scandinavia al Sudafrica ma è raro più a nord della Manica. Nel Pacifico orientale si trova dal Giappone all'Australia. Segnalata la presenza anche nell'Oceano Indiano, lungo le coste della penisola indiana e del Madagascar.
Nei mari italiani è abbastanza comune.
Vive su fondi mobili a sabbia o fango del piano circalitorale, di solito tra 50 e 200 metri per quanto non siano rari avvistamenti e catture in acque basse.

## Descrizione
Il corpo è ellissoidale, alto e molto schiacciato sui lati. La bocca è grande e si può protrarre in avanti come un tubo. Gli occhi sono abbastanza grandi. La testa è dotata di numerose spine ed asperità.
La pinna dorsale presenta 9-10 spine allungate e filiformi molto sviluppate, mentre la parte molle della pinna è posizionato simmetricamente alla pinna anale. Le pettorali sono di medie dimensioni, le ventrali piuttosto lunghe. La pinna caudale è ampia ed ha margine leggermente arrotondato, trasparente con raggi bianchi. Lungo l'inserzione delle pinne dorsale ed anale sono presenti piccole piastre ossee che portano spine. Sul margine ventrale è inoltre presente una carena di scaglie appuntite.
La livrea ha un colore di fondo biancastro, grigiastro o giallastro screziato di beige e di bruno. Il ventre è bianco. Al centro del corpo un grosso ocello rotondeggiante nero, bordato di chiaro. I raggi dorsali sono bianchi e bruni, le ventrali grigiobrune. Le altre pinne sono trasparenti. Le dimensioni massime si attestano sui 90 cm di lunghezza per 8 kg di peso.

## Biologia
È un animale solitario.

### Riproduzione
Si riproduce dall'inverno alla tarda primavera, dipende dalle zone dove vive. Le uova, sferiche, vengono fecondate esternamente e sono pelagiche. La maturità sessuale avviene dopo i 4 anni di vita.

### Alimentazione

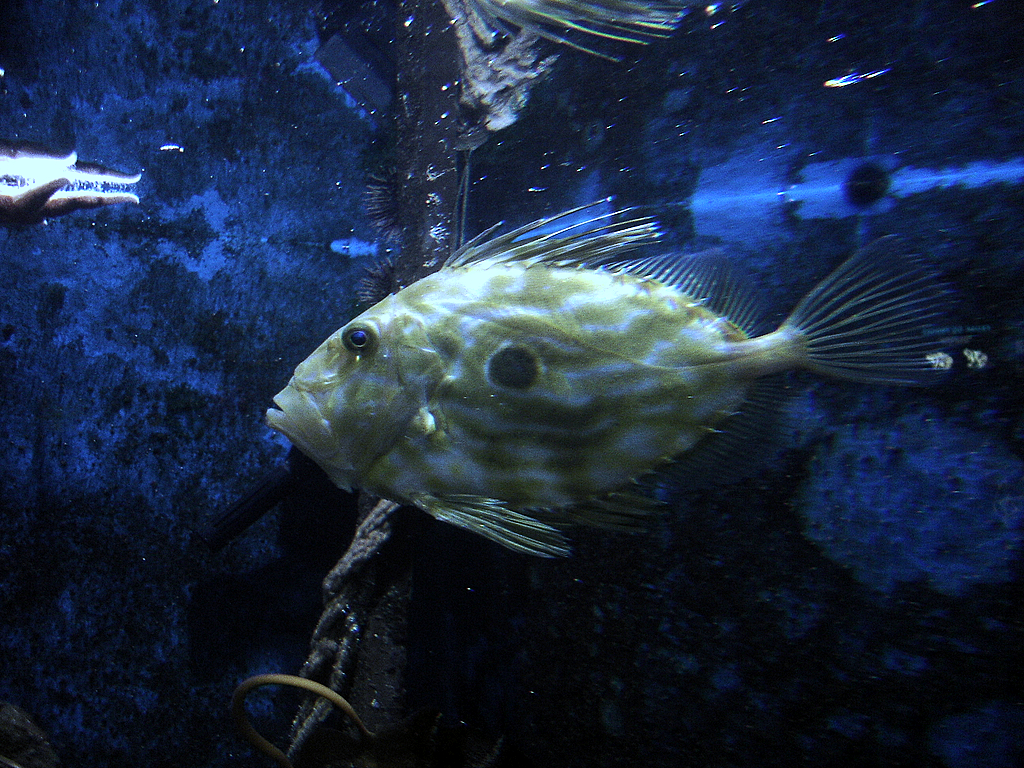
pesce San Pietro

Si nutre principalmente di piccoli pesci, ma anche di cefalopodi e crostacei. Nuota con movimento delle pinne dorsale ed anale ed è incapace di scatti veloci, cattura le prede estendendo la bocca all'improvviso.

## Pesca
Viene catturato di frequente con reti a strascico e palamiti mentre è raramente preda dei pescatori sportivi.
Le carni sono eccellenti.

## Acquariofilia
Visto il particolare aspetto, è ospite di acquari pubblici con vasche di grandissime dimensioni.